# Ceca
斯韋特蘭娜·拉日納托維奇（羅馬化：Svetlana Ražnatović，1973年7月14日—)，是塞爾維亞著名流行女歌手，出生地為前南斯拉夫塞爾維亞托普利察州一個名叫日托拉賈的市鎮。她是一名女低音(Alto)，擅長塞爾維亞極速民謠曲風，它融合塞爾維亞民間音樂、現代流行音樂和舞曲等風格。她素有"The Icon of "Turbo-folk""的美譽，也是巴爾幹半島最受歡迎的歌手之一。

## 早年生活
身材高䠷而又柳絲嬝娜的斯韋特蘭娜，一直想出名，自小便立志當一名歌星，甚至想當模特兒和演員。她於塞爾維亞南部一個名叫日托拉賈的小市鎮長大。她一直告訴母親，“我要成為一個大明星”，所以她在五歲時便開始公開表演唱歌。而在她十歲時，她開始當酒廊歌手，於巴爾幹半島每個城鎮和村莊獻唱，包括座上客幾乎全是男性的咖啡館和酒吧等地。  

## 音樂事業

### 發展歷程

#### 1987年－1988年
在斯韋特蘭娜十三歲那年，當她在黑山海岸的酒店表演唱歌之際，有幸蒙塞爾維亞知名手風琴家米爾科·科迪奇（Mirko Kodić）垂青，從此她便踏上星途，成為一名職業歌手。到1987年，她便開始灌錄她人生中第一張專輯「絮聒的花兒 (Цветак зановетак)」，而專輯曲風爲典型的塞爾維亞民間音樂，於翌年6月10日，透過塞爾維亞知名唱片公司PGP RTB發行它。自專輯發行後，她便成為非常流行的歌手。大家都注意到，一個十五歲的青春少女，以活潑好動的形象跟成熟渾厚的聲線，唱著帶有性暗示的快歌「絮聒的花兒 (Цветак зановетак)」，惟斯韋特蘭娜到十六歲才暸解歌詞含意。斯韋特蘭娜不像其他歌手，她甫出道便旋即竄紅，躋身一線年輕偶像之列，最終，這張專輯總銷售量於塞爾維亞達五萬張。

#### 1988年－1989年
自斯韋特蘭娜憑藉首張專輯「絮聒的花兒 (Цветак зановетак)」一炮而紅後，她和她的製作同事覺得不該懈怠，於是趁勢推出第二張專輯。在1988年10月期間，她便開始灌錄她的第二張專輯「狂惑的心扉 (Лудо срце)」，而專輯曲風亦是典型的塞爾維亞民間音樂，於翌年的6月5日，透過塞爾維亞知名唱片公司PGP RTB發行它。該專輯展露一個稍微不同的Ceca，雖然專輯內的歌曲仍保留了年輕人的活力和兒歌般的歡快節奏，但是增添了幾分成熟嚴肅感，能體現出Ceca嫵媚冶艷的一面。而歌曲「狂惑的心扉 (Лудо срце)」，以及「祅姬 (Лепотан)」在當時十分流行，時至今日，依然受萬人喜愛和熱播。最終，這些專輯的銷量於塞爾維亞超過十五萬張，因而驅使Ceca成爲家喻戶曉的人物，也成爲最耀眼的新星。

#### 1989年－1990年
自斯韋特蘭娜憑藉第二張專輯「狂惑的心扉 (Лудо срце)」，成爲紅人後，她再接再厲，於1989年9月期間，開始爲第三張專輯 「容我瞧見他 (Пустите ме да га видим)」進行錄音工作。這張專輯與之前的兩張專輯不同，專輯曲風爲塞爾維亞的新編民謠，於翌年的6月10日，透過塞爾維亞知名唱片公司PGP RTB發行它。從這張專輯，你可以看到Ceca的轉變，不論曲風和形象都漸趨成熟。專輯內的歌曲，能體現出Ceca不再是昔日的青春少艾，而是一個半熟美女。 另一方面，Ceca的聽眾對象開始是年齡稍大的上班族，所以她由兒歌般的快歌，轉去唱深情款款的歌曲。「容我瞧見他 (Пустите ме да га видим)」，「這，米頎 (То, Мики)」以及 「女同伴，該死 (Другарице, проклетнице)」是專輯內最流行的歌曲 。而這張專輯銷量於塞爾維亞超過三十九萬張。由此可見，她己真正躋身一線紅星之列。

#### 2010年－2012年
自斯韋特蘭娜於2006年推出「理想上差勁 (Идеално лоша)」後 ，她便停止音樂工作達五年。直到2010年10月期間，她宣布開始灌錄她的第十四張專輯。再到2011年6月17日，她才無聲無色透過塞爾維亞唱片公司米利奇毫克音樂發行，這張久違樂壇五年的新專輯「熱愛人生 (Љубав живи)」。
該專輯是一張概念專輯，風格亦較爲特別。今次Ceca在歌曲裏，注入了一些歐美獨立搖滾的元素，然後再把流行-民謠融合在一起。 而唱片包裝亦很另類，它沒有任何Ceca的相片，封面亦祇有一顆破碎的心。此外，雖然該專輯沒有作任何宣傳，也沒有排行唱片銷售榜榜首，但它的銷量於塞爾維亞也超過十五萬張。而所有歌曲的歌詞影片，均在2011年6月17日的晚上，上傳到米利奇毫克音樂的YouTube頻道。那些歌詞影片，共錄得超過一億點擊率。最後，歌曲「紛紜雜沓 (Расуло)」十分流行 ，其音樂錄影帶於2012年5月3日晚上，上傳到YouTube，點擊率不俗。
在2012年6月17日，Ceca乘勢追擊推出第二張混音專輯「C-Club 」。該專輯是一張電音概念專輯，風格亦較爲洋化。因為歌曲裏面，注入了一些歐美出神音樂的元素，然後再把流行-民謠融合在一起。它共收錄了六首精選電子歌曲，其中兩首「喚醒我，當愛情流逝時。 (Пробуди ме кад буде готово) 」和「雙雙摟抱 (Загрљај) 」，是全新的歌曲。其他精選混音電音包括 「寂寥的玩物 (Играчка самоће)」和 「卿非優秀 (Није ми добро) 」等等... 歌曲經重新編曲後，富時代感，令人有耳目一新的感覺。 此外，雖然該專輯沒有作任何宣傳，但它的銷量於塞爾維亞也超過八萬張。

#### 2012年－2015年
在2012年10月期間，Ceca便開始灌錄她的第十五張專輯「大聲疾呼 (Позив)」，而專輯亦是一張概念專輯，曲風融合了新元素的歐美電子音樂和流行-民謠，於翌年的6月17日，透過塞爾維亞知名唱片公司 城市唱片以及米利奇毫克音樂發行它。
在2013年6月11日，Ceca率先在Амиџи шоу上，宣傳歌曲「大聲疾呼 (Позив)」以及 「報上名來 (Име и презиме)」。不久之後，歌曲「與婊長訣 (Да раскинем са њом)」的音樂錄影帶於2013年6月18日的晚上， 同時上傳到城市唱片和Ceca的YouTube頻道， 僅一個月多共錄得超過一億點擊率，成為當時的熱門影片。另一方面，戚𡤕於2013年6月28日，在貝爾格萊德的近鄰社區Ушће舉行名爲Ушће 2的音樂會。 該音樂會超過十五萬名觀眾，Ceca亦把新專輯的所有歌曲，一一獻唱給樂迷聽。 
再到2013年11月5日的晚上，歌曲「惛怓 (Турбулентно)」的音樂錄影帶，同時上傳到城市唱片和Ceca的YouTube頻道， 僅一個月多共錄得超過一億點擊率，成為當時的熱門影片。
此外，該專輯銷量於塞爾維亞超過廿萬張，而歌曲「幹得好 (Добро сам прошла)」的音樂錄影帶，於2015年3月20日的晚上， 上傳到Ceca的YouTube頻道，點擊率不俗，成為當時的熱門影片。

#### 2015年－2017年
自斯韋特蘭娜於2013年6月11日推出「理想上差勁 (Идеално лоша)」後 ，她已有三年沒發片。在2015年10月期間，Ceca便開始灌錄她的第十六張專輯「自我描述句 (Аутограм)」，而專輯與之前的兩張專輯一樣也是一張概念專輯，曲風亦比過往的專輯較爲豐富多彩。因為今次Ceca擯棄了合作廿年的老臣子亞歷山大·米利奇(Aleksandar Milić )，選用了新的音樂人爲其專輯寫一些新元素的歌曲。它融合了新元素的歐美電子音樂和流行-民謠，而歌詞主要以自身的角度講述欺詐，女性的觀點，以及痛苦愛情故事。 而整張專輯特別之處，是Ceca的女兒阿納斯塔西婭·拉日納托維奇 (Anastasija Ražnatović)，有份參與歌曲合音。最終，該專輯於2016年6月25日，透過塞爾維亞唱片公司 Ceca唱片以及米利奇毫克音樂發行它，銷量於塞爾維亞超過十五萬張。
在2016年6月19日，Ceca率先透露專輯標題和曲目。翌日，她分享了封面和宣傳廣告， 並宣布發售日期為6月25日。宣傳廣告包括歌曲「Dee-doo-le (Дидуле)」的一段約三十秒試聽影片 。不久之後，塞爾維亞PulsOnline.rs網站上，亦發佈了歌曲「靈光一閃 (Трепни)」的一段約三十秒試聽影片。祇要按入橫幅廣告，便會自動播放它。而另外兩首歌曲，「自我描述句 (Аутограм)」以及 「羅姆人 (Цигани)」，亦於2016年6月24日於塞爾維亞電台首播。 最後，所有歌曲的歌詞影片，都在2016年6月24日的晚上，上傳到Ceca的YouTube頻道。而那些歌詞影片，在短短一個月錄得超過一億點擊率。 此外，歌曲「靈光一閃 (Трепни)」在保加利亞受萬人熱播，亦是2016年唯一一首外語歌曲，進入保加利亞音樂排行榜前十名。.還有，該專輯的歌詞影片在塞爾維亞，馬其頓，克羅地亞，波斯尼亞和黑塞哥維那，斯洛文尼亞，黑山，奧地利，瑞士以及瑞典的YouTube 上都成為熱門影片的第一名。
另一方面，Ceca由2016年的7月7日開始，舉行名爲「自我描述句 (Аутограм)」的第四次歐洲巡迴演唱會 。Ceca亦於演唱會把新專輯的歌曲，獻唱給樂迷聽。
再到2017年1月30日的晚上，歌曲「童貞 (Невиност)」的音樂錄影帶，上傳到Ceca的YouTube頻道， 僅一個月多便錄得不俗的點擊率，成為熱門影片。而歌曲「二等天使 (Анђео другог ред)」的音樂錄影帶，亦於2017年5月23日的晚上，上傳到她的YouTube頻道，點擊率不俗，成為熱門影片。

## 唱片目錄

### 正規專輯
- 絮聒的花兒 (Цветак зановетак, 1988.)
- 狂惑的心扉 (Лудо срце, 1989.)
- 容我瞧見他 (Пустите ме да га видим, 1990.)
- 妑妑㜜𡣗女巫 (Бабарога) (1991.)
- 無膽匪類 (Кукавица, 1993.)
- 我仍舊睡在你的襯衫上 (Ја још спавам у твојој мајици, 1994.)
- 致命的愛情 (Фатална љубав, 1995.)
- 情感上失常 (Емотивна луда, 1996.)
- 化粧舞會 (Маскарада, 1997.)
- 戚𡤕 2000 (Цеца 2000, 1999.)
- 十年 (Деценија, 2001.)
- 比愛更其窳劣 (Горе од љубави, 2004.)
- 理想上差勁 (Идеално лоша, 2006.)
- 熱愛人生 (Љубав живи, 2011.)
- 大聲疾呼 (Позив, 2013.)
- 自我描述句 (Аутограм, 2016.)

### 單曲
- 絮聒的花兒 (單曲),  (Цветак зановетак, 1988.)
- 狂惑的心扉 (單曲) (Лудо срце, 1989.)

### 精選輯
- Pustite me da ga vidim, 1990
- Ceca hitovi, 1994
- Ceca Multimegamix xitovi, 1996
- Ceca & Friends, 1999
- Ceca hitovi 1, 2000
- Ceca hitovi 2, 2000
- Ceca hitovi 3, 2003
- Ceca balade, 2003
- Ceca hitovi, 2005
- Ceca hitovi 1 (kompilacija), 2007
- Ceca hitovi 2 (kompilacija), 2007
- Ceca hitovi 3 (kompilacija), 2007

### 現場專輯
- To Miki, To (1990)
- Babaroga (1991)
- Kukavica + Tašmajdan (1993)
- Hala Pionir (1995)
- Marakana (2002)
- Live Ušće (2006)
- Live Ušće 2 (2013)

### 混音專輯
- 倫敦混音  (Лондон микс, 2005.)
- 戚𡤕 - 俱樂部  (Ц-клуб, 2012.)